# Crosscut Peak
Der Crosscut Peak ist ein 3120 m hoher Berggipfel der Millen Range in den Victory Mountains des ostantarktischen Viktorialands. Er ragt unmittelbar nördlich des Joice-Eisfalls auf.
Mitglieder der New Zealand Federated Mountain Clubs Antarctic Expedition (1962–1963) benannten ihn nach seinem scheinbar durch Kreuzhiebe (englisch: crosscut) zerklüfteten nördlichen Gipfelausläufer.